# Malabaila nudicaulis
Malabaila nudicaulis är en flockblommig växtart som beskrevs av Carl Georg Oscar Drude. Malabaila nudicaulis ingår i släktet Malabaila och familjen flockblommiga växter. Inga underarter finns listade i Catalogue of Life.